# Freirina
Freirina est une  commune du Chili de la province de Huasco, elle-même située dans la région d'Atacama.

## Géographie

### Situation
La commune se trouve dans le nord du Chili, dans le désert de l'Atacama.

### Démographie
En 2016, sa population s'élevait à 6 992 habitants. La superficie de la commune est de 3 578 km2 (densité de 2).

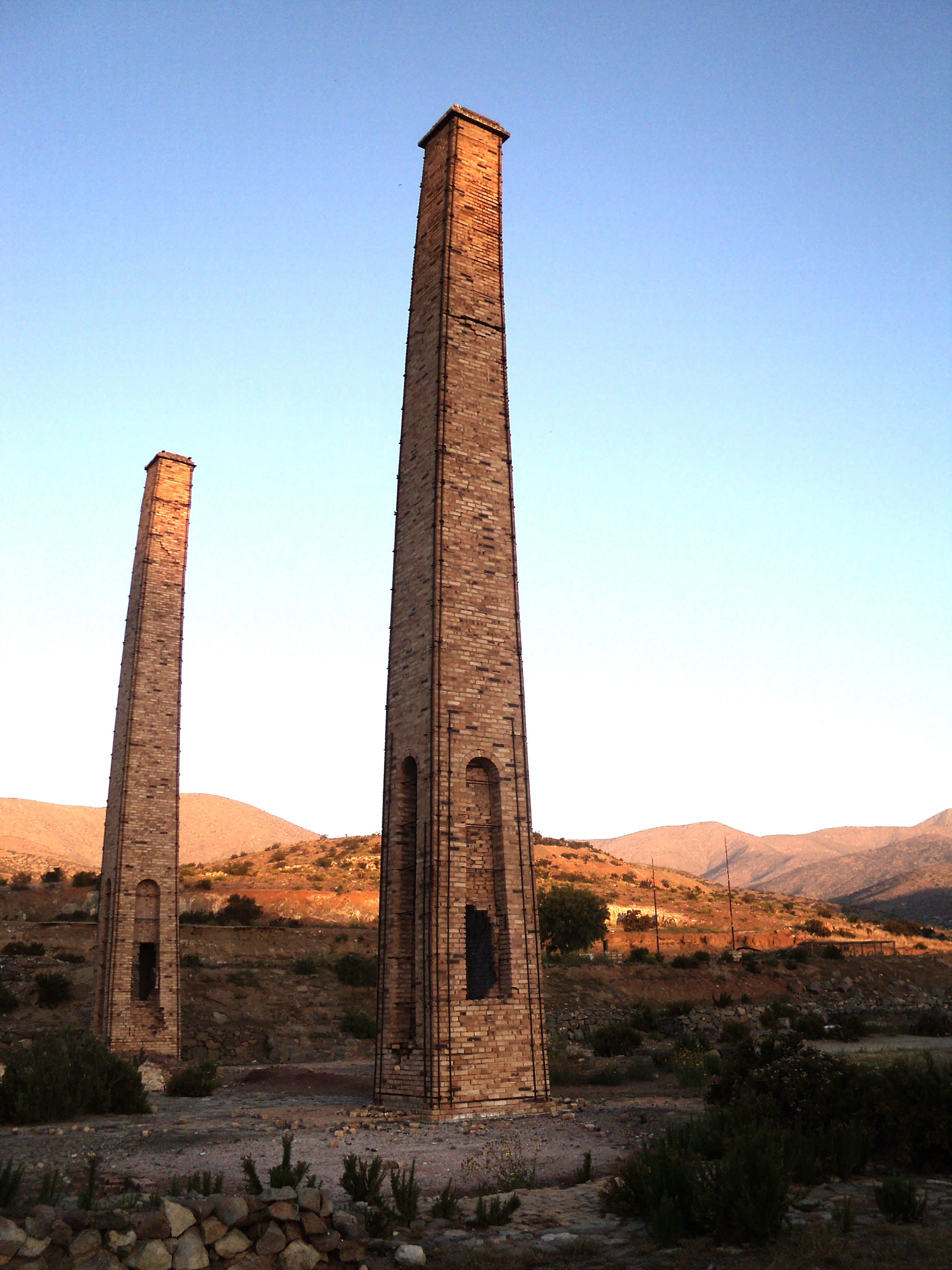
Cheminée d'une ancienne fonderie de cuivre.
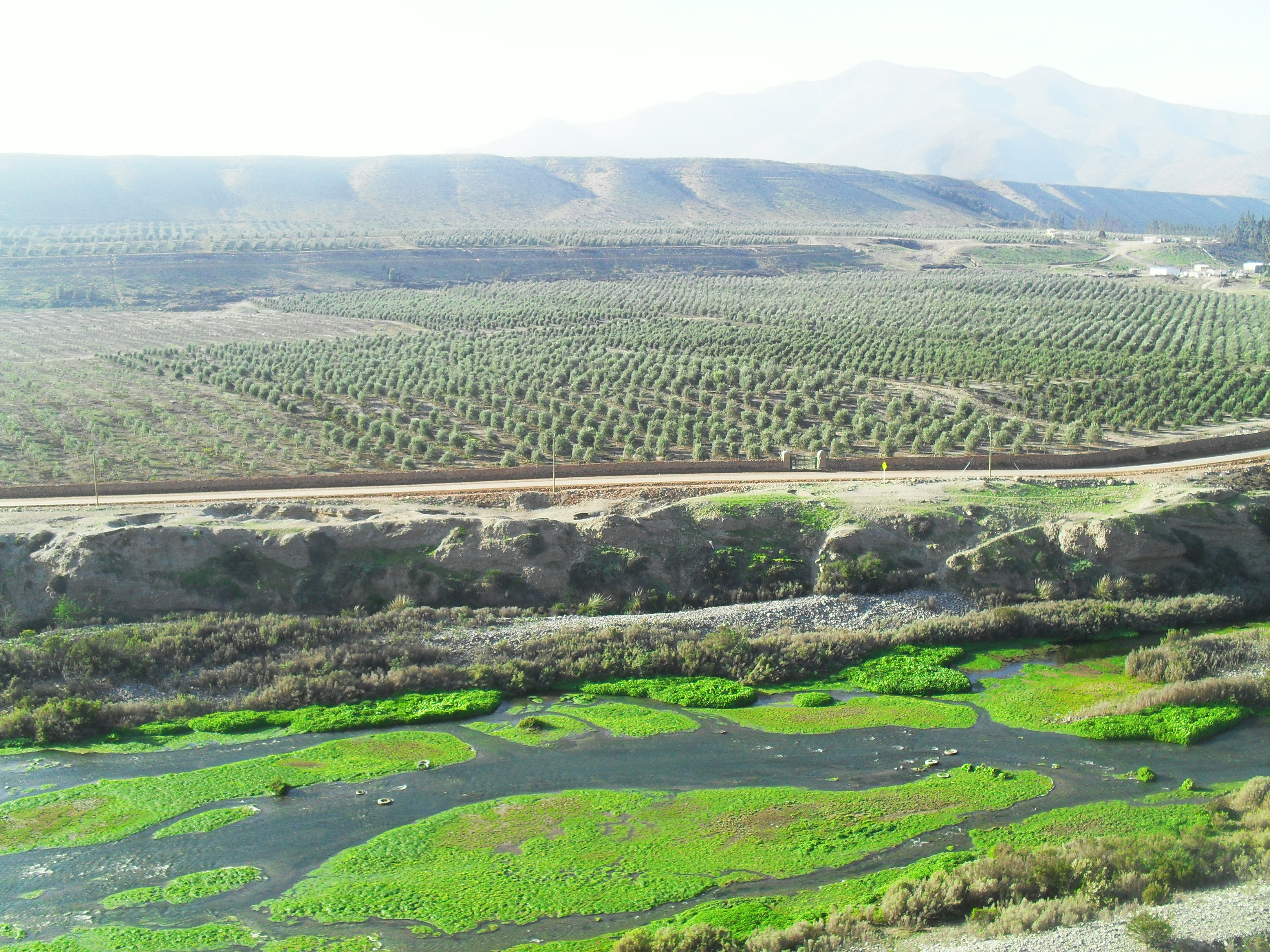
Hacienda.
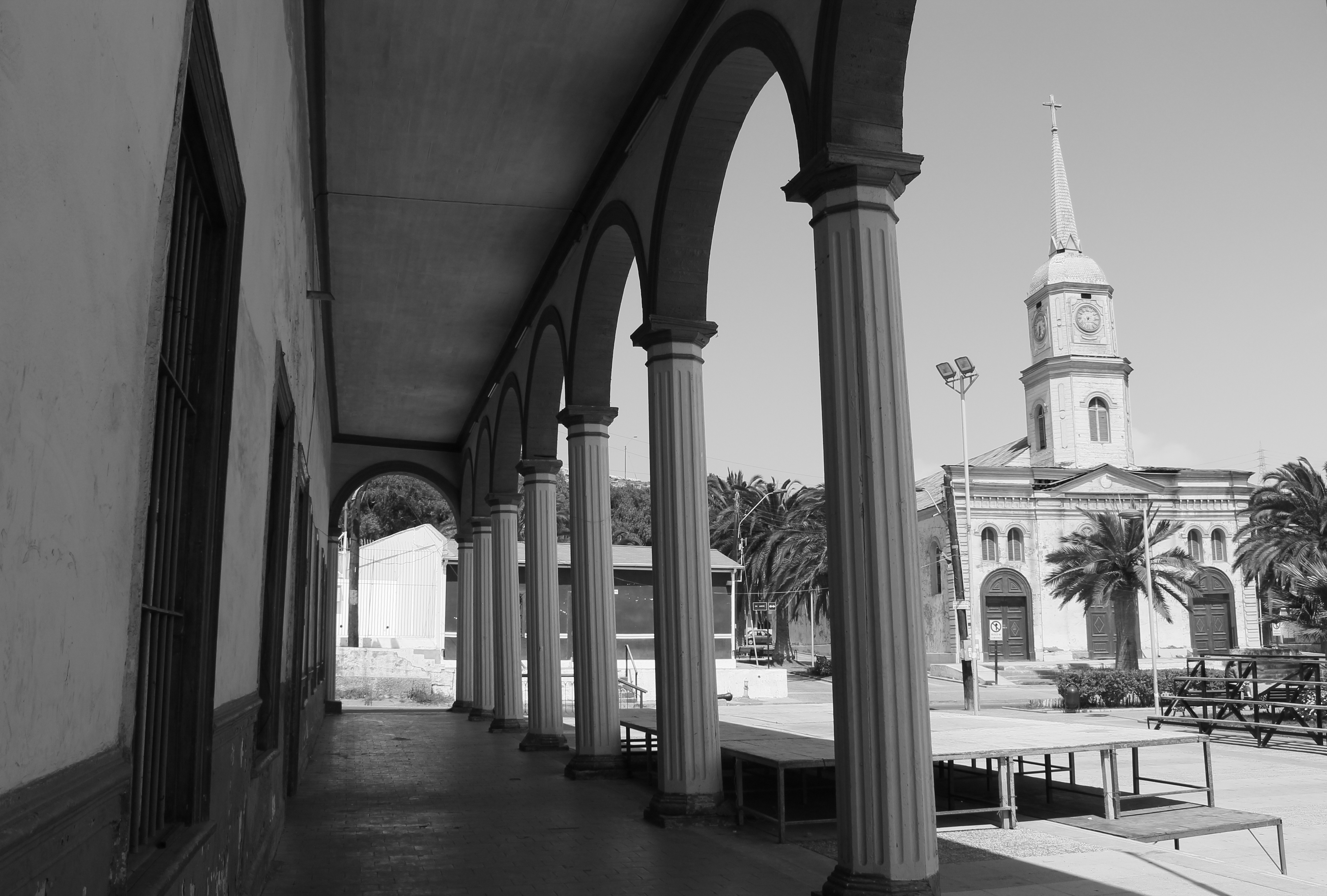
Église Santa Rosa de Lima.